# Lagoa do Abaeté

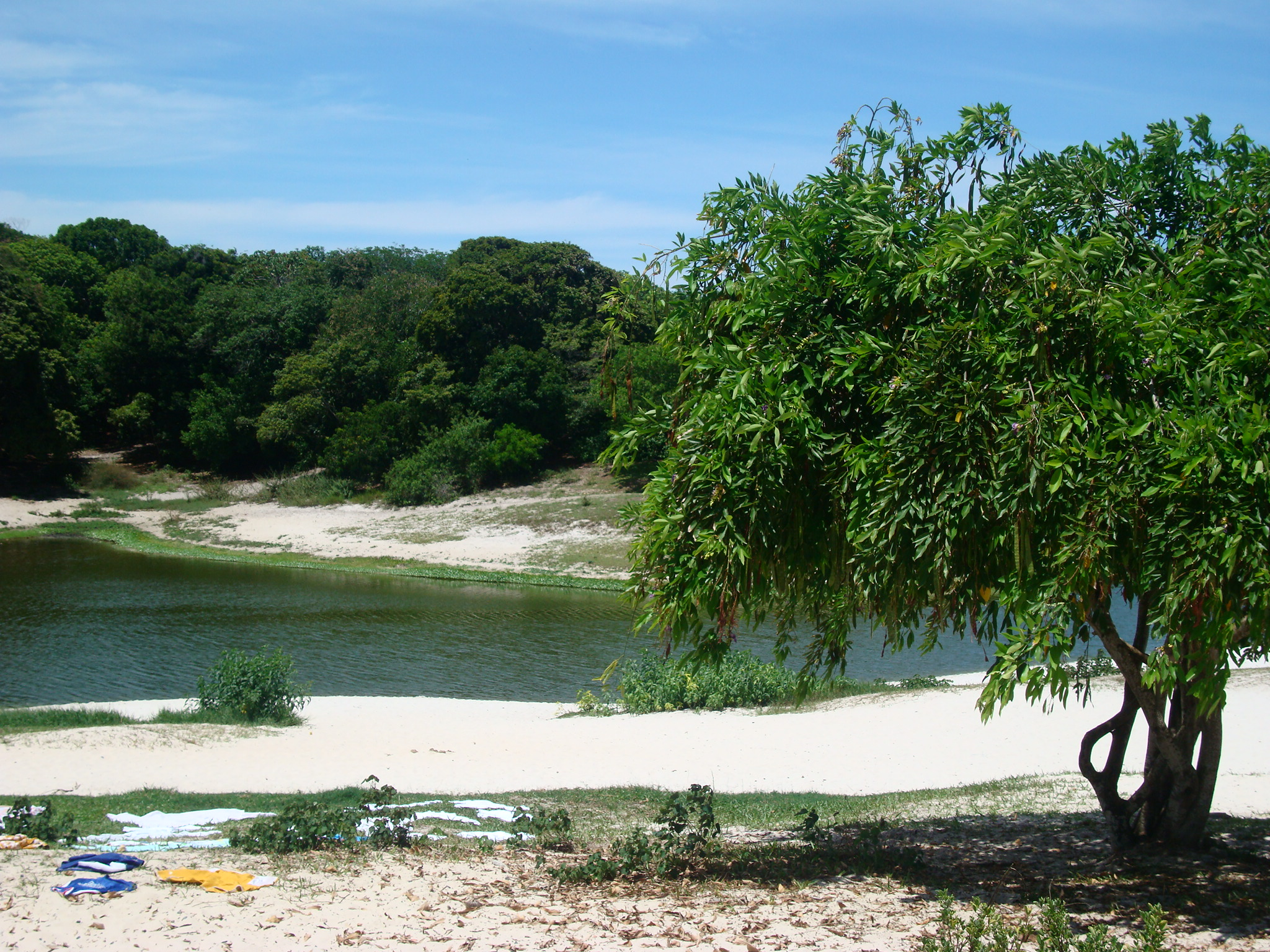
Lagoa do Abaeté

A lagoa do Abaeté é uma lagoa situada na área de proteção ambiental Parque Metropolitano Lagoas e Dunas do Abaeté, no bairro de Itapuã, em Salvador, na Bahia, no Brasil. Situado a mais de 10 quilômetros do Centro da capital estadual, a principal via de acesso começa na ladeira Ibiama, em Itapuã, e vai até a ladeira do Mirante, que termina justamente no mirante do Abaeté, de onde pode se ter uma vista ampla do parque. Está a dez quilômetros ao norte de Salvador e três quilômetros ao sul de Lauro de Freitas, a aproximadamente 12° 59' S e 38° 30' W.[carece de fontes?]
"Abaeté" originou-se do termo tupi abaîté, que significa "terror, horror". É uma referência ao fato de a lagoa ser considerada um lugar mal-assombrado. Uma canção de Dorival Caymmi dedicada à lagoa diz: "De manhã cedo, se uma lavadeira / Vai lavar roupa no Abaeté/ Vai-se benzendo porque diz que ouve / ouve a zoada do batucajé". ("Batucajé" é uma dança profana ao som de tambores)
A lagoa está situada no parque Metropolitano Lagoas e Dunas do Abaeté, que foi criado em 3 de setembro de 1993, com uma área de 12 000 metros quadrados. Além das dunas e da lagoa, possui um centro urbanizado, onde as lavadeiras têm a sede de sua associação.[carece de fontes?]

## História
Lagoa de mistérios e encantos, muitas lendas surgiram em torno das águas escuras dessa massa de água doce cercada pelas alvíssimas areias de imensas dunas. A antiga lagoa de Itapuã, escondida em meio a belezas naturais, era reverenciada como sagrada pelos adeptos do candomblé.[carece de fontes?]
Visitada por muitos turistas, todos temiam o banho em suas águas, que, segundo se dizia, "engoliam" em misteriosos redemoinhos, cujos pontos eram do conhecimento de poucos. Eventuais mortes por afogamento apenas aumentavam essa aura misteriosa.[carece de fontes?]
O fato é que, por sua água doce, sustentada por nascentes que surgem no meio das dunas — e não pelo represamento da chuva, como um dia se acreditou  o Abaeté era usado por lavadeiras que, em suas margens, ajudaram a manter vivas muitas das tradições ancestrais que enriquecem a cultura de Salvador.[carece de fontes?]
No final da década de 1970, com a melhoria do acesso ao norte e a construção do Aeroporto Internacional de Salvador, diversos loteamentos foram sendo instalados em suas imediações e o próprio bairro de Itapuã cresceu. Isso, somado a centenas de ocupações irregulares, provocou uma verdadeira devastação nas dunas, com a retirada de suas areias para a construção civil de forma clandestina e descontrolada.[carece de fontes?]
Para conter a ação predatória do local e preservar as belezas naturais da lagoa, foi criada a área de proteção ambiental.[carece de fontes?]